# My World (Emilia)
My World è il quarto album della cantante pop svedese Emilia, pubblicato nel 2009.

## Tracce
1. Teardrops – 3:34
2. You're My World – 2:53
3. I'll Get Over You – 3:35
4. Coming Home – 2:51
5. Two Roads – 3:22
6. The Story – 3:45
7. Stars – 3:21
8. Song 4 You – 3:17
9. Doesn't Get Better – 3:42
10. Right Side of Life – 3:29
11. Luckily – 4:19